# Burgruine Helfenberg (Oberpfalz)
Die Burgruine Helfenberg (auch als Helfenburg bezeichnet) befindet sich bei Schwaighof, einem Gemeindeteil der oberpfälzischen Stadt Velburg im Landkreis Neumarkt in der Oberpfalz. Die Anlage wird als Bodendenkmal unter der Aktennummer D-3-6735-0061 im Bayernatlas als „Wallanlage vor- und frühgeschichtlicher oder mittelalterlicher Zeitstellung, archäologische Befunde im Bereich der mittelalterlichen Burg- und frühneuzeitlichen Schlossruine Helfenberg“ geführt. Ebenso ist sie unter der Aktennummer D-3-73-167-75 als denkmalgeschütztes Baudenkmal von Schwaighof verzeichnet.

## Geographische Lage
Die Ruine der Höhenburg steht auf dem Helfenberg, einem 613 Meter hohen Berg im Oberpfälzer Jura, östlich des Velburger Gemeindeteils Lengenfeld, unmittelbar an der Bundesautobahn 3. An der Verbindungsstraße zwischen Lengenfeld und Velburg befindet sich ein Parkplatz mit einer Plankarte. Von dort aus kann die öffentlich zugängliche Ruine in etwa 15 bis 20 Minuten erreicht werden.

## Geschichte

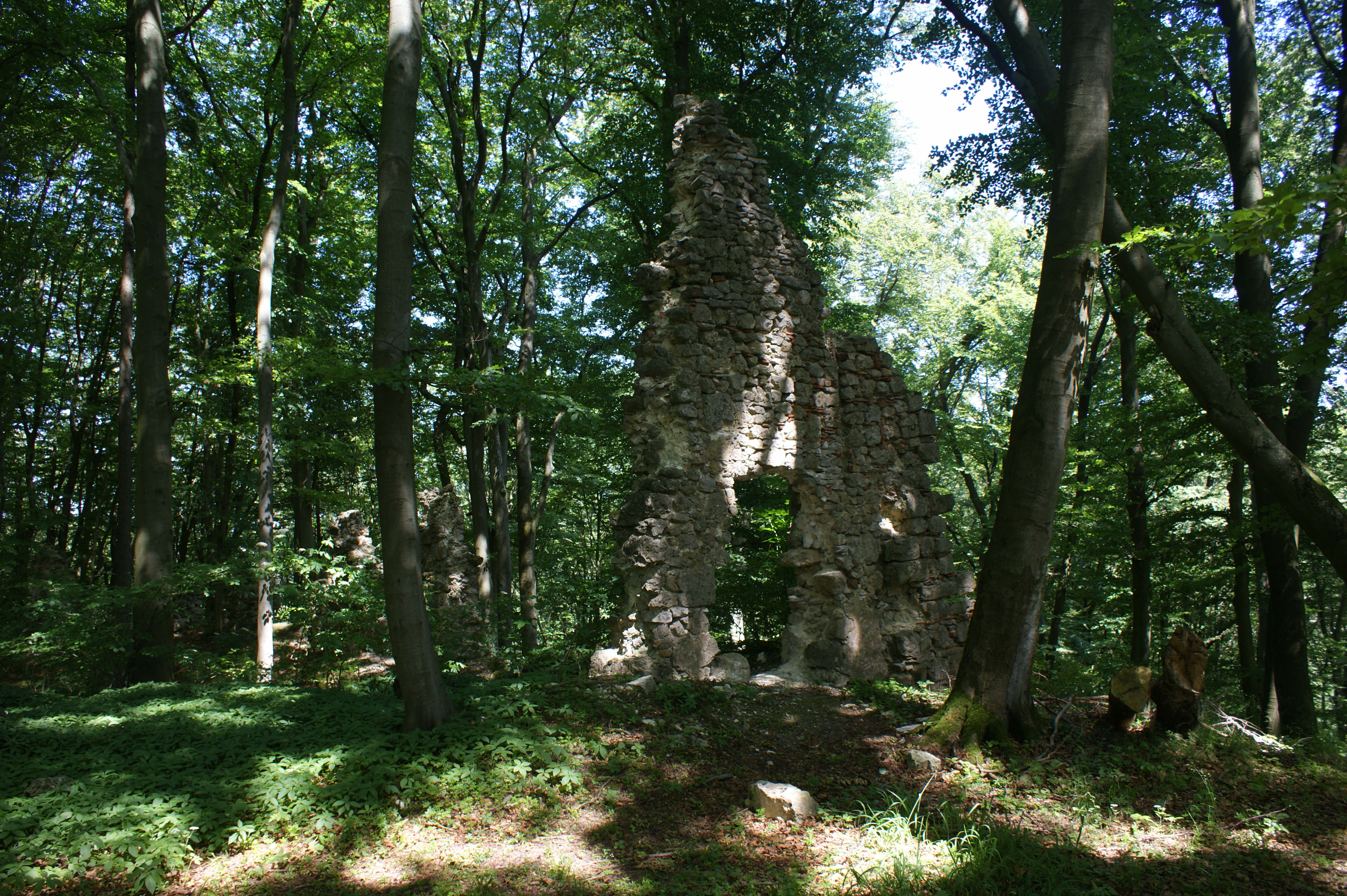
Burgruine Helfenberg

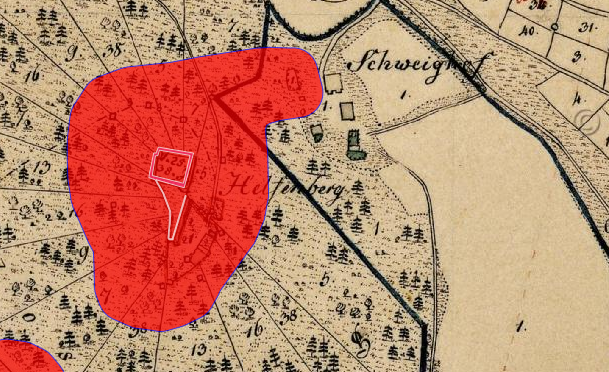
Lageplan der Burgruine Helfenberg (Oberpfalz) auf dem Urkataster von Bayern

Bronzezeitliche Grabanlagen um den Berg geben zur Vermutung Anlass, dass sich auf dem Berg schon in vorgeschichtlicher Zeit ein befestigter Ringwall befand. H. Rädle vermutet aufgrund des Walls auf dem Plateau 25 m unterhalb der Burgruine einen älteren Ringwall aus dem 10. oder 11. Jahrhundert.
Eine erste schriftliche Erwähnung erfolgte in einer undatierten Urkunde aus den Jahren 1198–1217, in der Graf Ulrich von Velburg die Burg dem Hochstift Regensburg überschrieb. Der erste Verwalter der Burg war der bischöflich regensburgische Dienstmann Wirnt von Plankenstein, der sich etwa von 1196 bis 1224 nachweisen lässt.
Von dort ging sie 1232 als Lehen an die Hohenfelser, ein Ministerialengeschlecht der Regensburger Bischöfe, das nach einem misslungenen Mordanschlag Konrads von Hohenfels auf den römisch-deutschen König Konrad IV. den Namen wechselte und sich nach einer ihrer Burgen Ehrenfelser nannte. Nach 1370 erwarb Pfalzgraf Ruprecht I. von der Pfalz die Burg. Im Landshuter Erbfolgekrieg wurde sie niedergebrannt. Im Dreißigjährigen Krieg fiel die Burg wie der gesamte pfälzische Besitz in der Oberpfalz 1628 an den bayerischen Herzog Maximilian, der Burg und Herrschaft 1632 seinem Feldherrn Johann t’Serclaes Graf von Tilly schenkte. 1699–1707 baute Graf Ferdinand Lorenz Xaver Tilly die Burg in ein Barockschloss um. An der Ausmalung der Innenräume war der Münchner Maler Hans Georg Asam, Vater der Gebrüder Asam, beteiligt.
Der repräsentative Schlossbau stand nur rund hundert Jahre. Nach dem Erlöschen der Familie Tilly fiel das Schloss an den bayerischen Kurfürsten, der einen Pfleger einsetzte. 1796 plünderten französische Revolutionstruppen das Schloss, das seitdem verlassen stand. 1807 wurde es für 200 Gulden auf Abbruch verkauft; Zug um Zug wurden Teile abgebrochen. Die Steine dienten als Material für Bauten in der Umgebung.

## Beschreibung

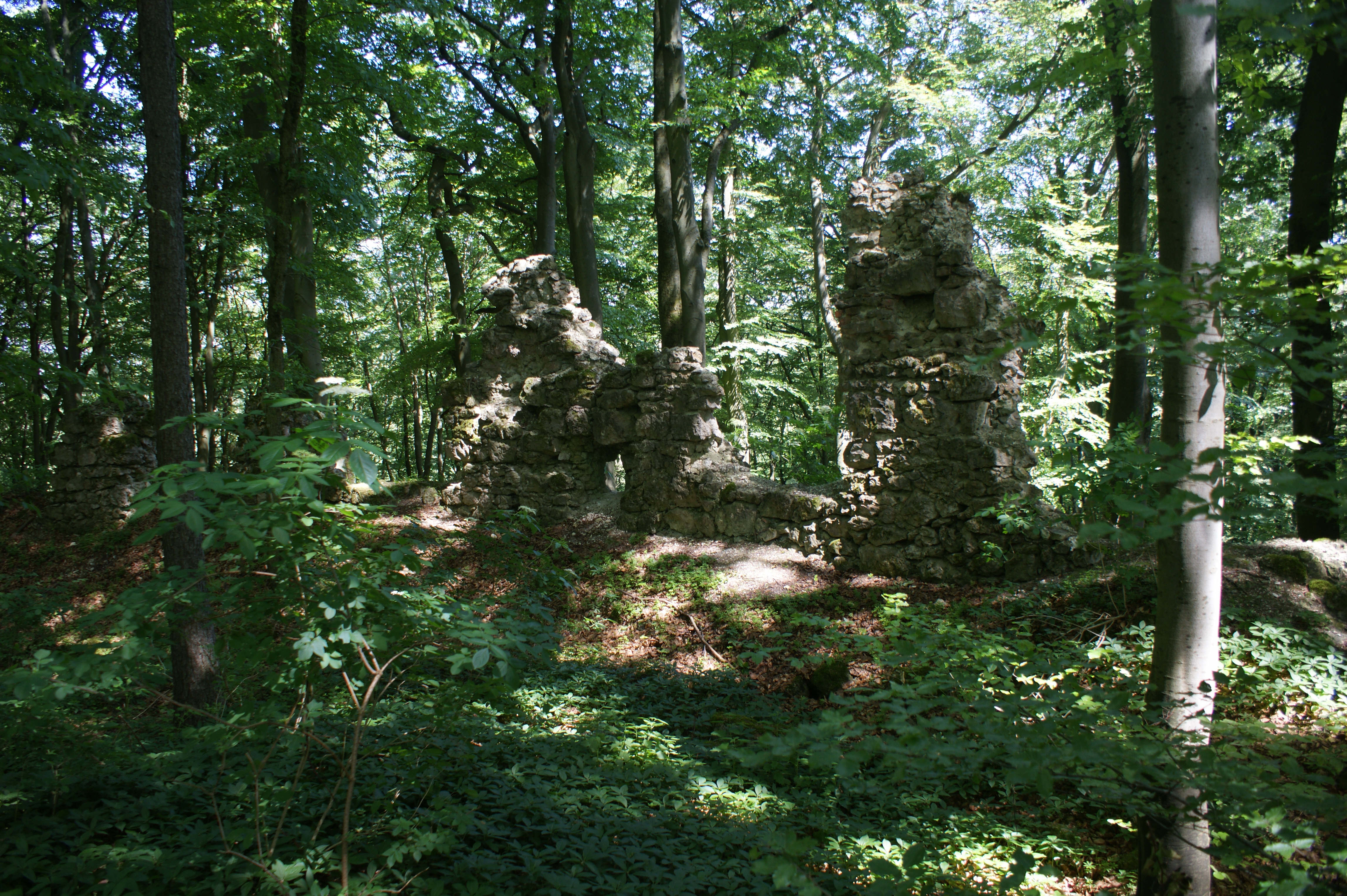
Nur wenige Mauerreste der Burgruine sind noch erhalten

Vom ehemaligen Schloss sind nur noch die Fundamente und Reste der Außenmauern erhalten. Die Ruine ist vom Wald überwachsen. Es sind keinerlei Maßnahmen zur Sicherung der Baureste getroffen. Einige wenige Teile des Mobiliars sind erhalten geblieben und im Gasthof Winkler in Lengenfeld zu besichtigen. Das Altarbild der ehemaligen Schlosskirche, das von Georg Asam stammt, befindet sich in der Kirche von Lengenfeld.